# Paracercion melanotum
Paracercion melanotum är en trollsländeart som först beskrevs av Selys 1876.  Paracercion melanotum ingår i släktet Paracercion och familjen dammflicksländor. IUCN kategoriserar arten globalt som livskraftig. Inga underarter finns listade i Catalogue of Life.